# 팝스 콘서트
팝스콘서트는 평일은 이유나 아나운서가, 주말은 김나래 DJ가 진행했던 경기방송의 라디오 프로그램이다. 2014년 4월 7일에 신설하여 2020년 3월 29일 경기방송 폐국과 함께 폐지되었다.

## 프로그램 소개
- 소중한 이 아침, 햇살같은 음악들로  마음충전 함께 해요 ♥ (오전 9시 방송 당시 슬로건)
- 음악이 톡톡 튀는 시간, 팝콘 (오후 4시 방송 현재 슬로건)

## 역대 DJ
- 이상우 (가수)
- 배형진 (경기방송 PD)
- 지화진 (경기방송 편성제작부 아나운서)
- 반승원 (경기방송 부장)
- 이유나 (경기방송 편성제작부 아나운서) 평일
- 하지나 (방송인)
- 김나래 (MC) 주말

| KFM 경기방송                                                  |                     |                                                       |
| 이전                                                          | 팝스 콘서트         | 다음                                                  |
| 오늘의 문제 김경식입니다 (평일) 김동혁의 골든박스 탑텐 (주말) | 팝스 콘서트         | 유연채의 시사공감 (평일), KFM 6시 종합뉴스 (주말)     |
| 오후 2시 ~ 오후 4시                                           | 오후 4시 ~ 저녁 6시 | 평일 저녁 6시 ~ 밤 8시, 주말 저녁 6시 ~ 저녁 6시 10분 |
|                                                               |                     |                                                       |